# حماض بريطاني

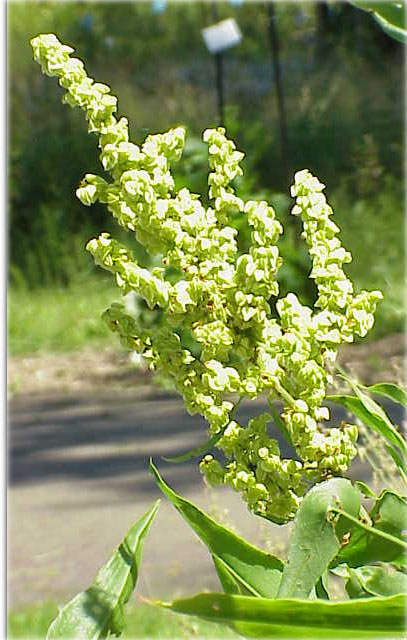
البرطانيقى

البَرْطَانِيقَى أو بَرْطانِيقا (من اليونانية: بْرِيطَانِيكَا، أي المنسوب إلى بريطانيا)، نوع من الحُمَّاض اسمه العلمي .Rumex britannica L.